# Karlsborgs församling
Karlsborgs församling är en församling i Karlsborgs pastorat i Vadsbo kontrakt i Skara stift. Församlingen ligger i Karlsborgs kommun i Västra Götalands län.

## Administrativ historik
Församlingen bildades 1885 genom utbrytningar ur Mölltorps och Undenäs församlingar. År 1960 införlivades Karlsborgs garnisonsförsamling.
Församlingen var till 1960 annexförsamling i pastoratet Karlsborgs garnisonsförsamling och Karlsborg, för att sedan till 2002 utgöra ett eget pastorat. Från 2002 är den moderförsamling i pastoratet Karlsborg, Mölltorp, Brevik och Undenäs.

## Kyrkor
- Tacksägelsekyrkan
- Garnisonskyrkan